# Peter Pflaum
Peter Pflaum sen. (* 1. Oktober 1933 in Zmajevo (deutsch Altker), Königreich Jugoslawien; † 22. August 2011 in Traun) war ein österreichischer Unternehmer und gilt als Erfinder des selbsttragenden Mineralwoll-Sandwichpaneels.

## Leben
Peter Pflaum wurde als Sohn eines Spenglermeisters geboren. Seine Familie gehörte der deutschsprachigen Minderheit der Donauschwaben im Königreich Jugoslawien an. Nach dem Zweiten Weltkrieg wurden er und alle verbliebenen Deutschen in Internierungslagern von kommunistischen Partisanen inhaftiert. Pflaum gehörte zu den wenigen Insassen, die überlebten. Ihm gelang im Frühjahr 1947 zusammen mit seiner Familie die Flucht über Ungarn in die amerikanische Besatzungszone Österreichs. 1955 gründete Peter Pflaum die erste eigene Firma, eine Bau- und Karosseriespenglerei. Im Laufe der Jahre entwickelte sich aus der kleinen Spenglerei ein Industriebetrieb mit 150 Mitarbeitern. Das Unternehmen produziert auf 55.000 m2 Fläche in Traun/Österreich jährlich über 1 Mio. m2 Fassadenelemente. Im März 2008 übernahm der weltgrößte Stahlkonzern ArcelorMittal das Unternehmen.

## Leistungen
Peter Pflaum ist der Erfinder des modernen Fassadenverbundelements mit Mineralwollkern und metallischen Deckschalen in selbsttragender Ausführung (Mineralwoll-Sandwichpaneel). 
1978 baute er die erste kontinuierlich produzierende Anlage für Sandwichpaneele mit Polyurethanschaumkern in Österreich. Um die Jahrtausendwende konstruierte Peter Pflaum wiederum die erste kontinuierlich produzierende Anlage für Mineralwoll-Sandwhichpaneele in Europa.
Heute ist die Bauweise mit selbsttragenden Verbundelementen ein Standard im weltweiten Industriehallenbau. Europaweit werden heute ca. 80–100 Mio. m² Verbundelemente produziert.